# Plukenetia ankaranensis
Plukenetia ankaranensis är en törelväxtart som beskrevs av L.J.Gillespie. Plukenetia ankaranensis ingår i släktet Plukenetia och familjen törelväxter. Inga underarter finns listade i Catalogue of Life.